# Anthem
Ein Anthem ist eine englische Chorkomposition mit geistlichem Text, die in Gottesdiensten der anglikanischen Liturgie verwendet wird. Im englischen Sprachgebrauch wird der Begriff auch allgemein für einen festlichen Gesang verwendet (vgl. National Anthem ‚Nationalhymne‘).

## Geschichte
Das Wort geht über mittelenglisch anteme, altenglisch ontemn, antefn ‚abwechslungsweise gesungene Komposition‘ und spätlateinisch antefana auf Griechisch ἀντίφωνα antiphona ‚Antwort in Strophen‘ zurück. Es hat damit ursprünglich die gleichen Bedeutung wie Antiphon.
Im engeren Sinne bezeichnet der Terminus jedoch eine spezielle Gattung der Kirchenmusik, insbesondere im Gottesdienst der Church of England, in deren Liturgie jeweils ein Anthem beim Morgen- und Abendgottesdienst vorgesehen sind („in choirs and places where they sing“). Anthems werden vom Chor vorgetragen und unterscheiden sich in Form und Komplexität von den Hymns (Gemeindeliedern) und Psalms (einfachere Psalmodien). Die traditionelle englische Krönungszeremonie umfasst mehrere Anthems. Die vertonten Texte stammen aus der Bibel oder manchmal aus der Liturgie. Es gibt Anthems für Solostimmen (Verse Anthem), für den gesamten Chor (Full Anthem) oder für eine Kombination aus Chor- und Soloabschnitten (Full with verse). Anthems, in denen eine mögliche Instrumentalbegleitung über das colla-parte-Spiel hinausgeht, werden als Symphony Anthems bezeichnet.
Das Anthem hat innerhalb der anglikanischen Liturgie in etwa den Stellenwert wie die Motette innerhalb der katholischen oder lutherischen Liturgie. Es handelt sich dennoch um eine eigenständige, englische musikalische Form, die seit der Gründung der Church of England im 16. Jahrhundert die zeitgenössischen Komponisten wie Thomas Tallis, Christopher Tye, William Byrd und Richard Farrant zu Kompositionen anregte. Im 17. Jahrhundert folgten u. a. Orlando Gibbons, John Blow und Henry Purcell (Remember not, Lord, our offences), im 18. dann William Croft, William Boyce, James Kent, James Nares, Benjamin Cooke und Samuel Arnold, später auch Georg Friedrich Händel (Coronation Anthems, Chandos Anthems).
Anthems entstanden in der Church of England anstelle der katholischen „Votiv-Antiphon“, die ihren Platz am Schluss des Abendgebets (Komplet) hat und gewöhnlich der Jungfrau Maria oder anderen Heiligen gewidmet ist.